# Patrik Bergström (författare)
Klas Patrik Bergström, född 11 oktober 1970 i Sundsvall, är en svensk författare av barn- och ungdomslitteratur.
Patrik Bergström växte upp på Alnö utanför Sundsvall, men bor i Täby kommun. Bergström är utbildad civilekonom vid Handelshögskolan i Stockholm, och har arbetat som controller och ekonomichef sedan 1994, bland annat som ekonomichef för Bukowskis Auktioner mellan åren 2013 och 2017.
Bergström debuterade 2012 på Lilla Piratförlaget med boken Alex och Corinthia. Alex och Corinthia är den första boken i serien Den eviga eldens magi. Sedan sin debut har han gett ut totalt fem böcker inom samma serie. Han har efter dessa böcker även skrivit trilogin Legenden om Örnfolket, de två böckerna om Draconia och serien Mysterieklubben. Alla dessa är barnböcker. 

### Den eviga eldens magi
- Alex och Corinthia (2012)
- Eldmagikernas torn (2012)
- Dvärgarnas stad (2013)
- Alvernas rike (2013)
- Gudarnas återkomst (2014)

### Legenden om Örnfolket
- Maximus ring (2015). På danska: Den magiske ring (2018)
- Vulkanen vaknar (2016) På danska: Vulkanen vågner (2018)
- Den siste draken (2017) På danska: Den sidste drage (2019)

### Draconia
- Draconia (2017)
- Dimmornas träsk (2020)

### Mysterieklubben
- Mysterieklubben och det hemliga rummet (2019)
- Mysterieklubben och ubåten (2019)
- Mysterieklubben och bankrånarna (2020)
- Mysterieklubben och silverskrinet (2020)
- Mysterieklubben och smugglarna (2021)
- Mysterieklubben och spökhuset (2021)